# Tridentella cornuta
Tridentella cornuta är en kräftdjursart som beskrevs av Oleg Grigor'evich Kussakin 1979. Tridentella cornuta ingår i släktet Tridentella och familjen Tridentellidae. Inga underarter finns listade i Catalogue of Life.